# Manganlotharmeyerita
La manganlotharmeyerita és un mineral de la classe dels fosfats que pertany al grup de la tsumcorita. Rep el nom per la seva relació amb la lotharmeyerita.

## Característiques
La manganlotharmeyerita és un arsenat de fórmula química CaMn3+₂(AsO₄)₂(OH)₂. Va ser aprovada com a espècie vàlida per l'Associació Mineralògica Internacional l'any 2002. Cristal·litza en el sistema monoclínic. La seva duresa a l'escala de Mohs és 3.
Segons la classificació de Nickel-Strunz, la manganlotharmeyerita pertany a «08.CG - Fosfats sense anions addicionals, amb H₂O, amb cations de mida mitjana i gran, RO₄:H₂O = 1:1» juntament amb els següents minerals: cassidyita, col·linsita, fairfieldita, gaitita, messelita, parabrandtita, talmessita, hillita, brandtita, roselita, wendwilsonita, zincroselita, rruffita, ferrilotharmeyerita, lotharmeyerita, mawbyita, mounanaïta, thometzekita, tsumcorita, cobaltlotharmeyerita, cabalzarita, krettnichita, cobalttsumcorita, niquellotharmeyerita, schneebergita, niquelschneebergita, gartrellita, helmutwinklerita, zincgartrel·lita, rappoldita, fosfogartrel·lita, lukrahnita, pottsita i niqueltalmessita.
L'exemplar que va servir per a determinar l'espècie, el que es coneix com a material tipus, es troba conservat a les col·leccions mineralògiques del Musée cantonal de géologie de Lausanne (Suïssa).

## Formació i jaciments
Va ser descoberta a la mina Starlera, a la localitat de Ferrera (Grisons, Suïssa), associada a altres minerals com la tilasita, la calcita o la braunita. També ha estat descrita a Macedònia del Nord, Xile i Mèxic.